# Tanque (groupe)
Pour les articles homonymes, voir Tanque.
Tanque est un groupe équatorien de punk rock, originaire de Quito. Depuis 1996, il s'établit comme l'un des groupes les plus influents en Équateur. Il se démarque par des concerts agressifs et des paroles traitant des problèmes sociaux. Son fondateur, Xavier Muller, est guitariste, chanteur, producteur, et ingénieur-son du groupe. Il compose la bande-son du film local Esas no son Penas, sorti en 2006.

## Histoire
« On ne peut pas considérer Tanque comme un groupe de punk underground. Parmi les marginaux qui peuvent être rock, ce groupe se place plus dans le courant grand public qu'underground. Avec la sécurité, et beaucoup de mérite, il a su gagner l'appréciation de tous les secteurs. »
Le groupe est formé en 1996 à Quito  par Sebastián Burbano et Xavier Muller, qui sont ensuite rejoints par Juan Fernando Muñoz et Miguel Elasmar.
Cette même année, ils effectuent leurs propres concerts en indépendant. En 1999, leur morceau Tamme apparaît dans le film Ratas, ratones, rateros, réalisé par Sebastián Cordero.
En 2000, la bande-son est publiée. Elle ne pouvait être publiée avant par manque de fonds. Cette même année sort leur premier album studio, intitulé El Pank de cada día. La formation du groupe change : Nicolás Cavalero commence à jouer de la batterie jusqu'en 2003. En 2002, ils jouent à l'Expo Tattoo, et jouent pour le tournage du film Alegría de una vez, de Mateo Herrera. En 2003, ils apparaissent au festival Quito Fest. Le groupe se sépare la même année, en raison des différentes occupations de ses membres (projets parallèles).
Ils se réunissent en 2005 pour le Quito Fest. En 2007 sort l'album Hasta la muerte de su titular. En 2012, ils jouent de nouveau au Quito Fest. En 2014, la formation originale se réunit aux Strawberry Fields le 2 janvier. Puis, ils jouent en 2015 au festival El Carpazo.